# Ћ
Ћ, ћ е буква от сръбската кирилска азбука. Произнася се „чьъ“ и е 23-та по ред в азбуката. Обозначава беззвучния венечно-небен преградно-проходен съгласен звук /ʨ/ ([чь]).
В старобългарския език буквата Ћ съществува само в глаголицата и изглежда така . Тя е 12-а по ред в глаголическата азбука и има числова стойност 30. Нарича се „дервъ“ или „ћьрвь“. Специалистите не са единодушни какво точно означава названието ѝ. Според някои то произлиза от „грива“, което според други изследователи лингвисти е неубедително. Според тях името на буквата е просто модификация на названието чрьвь на буквата  (Ч).
Кирилската буква Ћ възниква през 12 век и се използва изключитено в сръбската писменост. Първоначално тя обозначава меките звънки звукове между /gʲ/ ([гь]), /dʲ/ ([дь]) и африката /dʑ/ ([джь]). По-късно буквата се използва и за обозначаване на меките беззвучни /tʲ/ [ть] и /tɕ/ [чь]. В босанчицата се използва за означаването дори и на звука /j/ ([й]), а така също и като знак за мекост по латински образец, поставяна пред смягчаемата буква.
Произходът както на глаголическата дервъ, така и на кирилската буква Ћ е неясен.
Начертанието на кирилската буква първоначално има П-образна или Λ-образна основа, завършваща с кръст. По-късно придобива днешния си вид и се доближава до формата на друга кирилска буква, Ѣ.
В стария граждански сръбски шрифт формата на малката буква ћ повтаря пропорциите на буквата ѣ, но главната буква Ћ се променя. Горната ѝ част вече има Т-образна, а не кръстообразна форма. Това кара основоположника на съвременния сръбски книжовен език Вук Караджич да смята че буквата Ћ е лигатура и произлиза от слятото изписване на Т и Ь. До промените на Вук Караджич Ћ е използвана и за означаване на звънката африката (преградно-проходна съгласна) /dʑ/ ([джь]). Тогава Караджич въвежда отделна буква за този звук – Ђ, която наподобява по външен вид Ћ.

## Кодове
| кодова таблица | буква  | десетично | шестнадесетично | осмично | двочино          |
| -------------- | ------ | --------- | --------------- | ------- | ---------------- |
| Уникод         | главна | 1035      | 040b            | 002013  | 0000010000001011 |
| Уникод         | малка  | 1115      | 045b            | 002133  | 0000010001011011 |
| ISO 8859 – 5   | голяма | 171       | ab              | 253     | 0010101011       |
| ISO 8859 – 5   | малка  | 251       | fb              | 373     | 0011111011       |
| Windows 1251   | голяма | 142       | 8e              | 216     | 0010001110       |
| Windows 1251   | малка  | 158       | 9e              | 236     | 0010011110       |

HTML кодовете са: &#1035; или &#x40b; за главно Ћ и &#1115; или &#x45b; за малко ћ.